# Trichoglottis retusa
Trichoglottis retusa är en orkidéart som beskrevs av Carl Ludwig von Blume. Trichoglottis retusa ingår i släktet Trichoglottis och familjen orkidéer. Inga underarter finns listade i Catalogue of Life.